# Organisatie Samenwerkende Inheemse Dorpen in Para en Wanica
De Organisatie Samenwerkende Inheemse Dorpen in Para en Wanica (OSIP) is een Surinaamse organisatie die de belangen behartigt van inheemse Surinamers.
De organisatie richt zich met name op de benedenlandse inheemsen die in de districten Para en Wanica wonen. Daar waar meerdere regio's met inheemse inwoners in Suriname betrokken zijn, trekt het op met andere inheemse organisaties, zoals de KLIM (Beneden-Marowijne) en de VIDS (landelijk). OSIP en KLIM maken daarnaast deel uit van de VIDS. Oorspronkelijk was OSIP alleen vertegenwoordigd in Para en vertegenwoordigde toen 14 dorpen.
Een belangrijk speerpunt betreft de grondenrechten van de inheemsen in Suriname. Voor de benedenlandse Karaïbische en Arowakse dorpen kwam de internationale erkenning hiervoor in 2016. Ook sindsdien gaf de overheid nog grond uit in gebieden die tot de dorpen worden gerekend, waaronder 50 hectare ineens in 2017.
In 2019 formuleerde de OSIP een aantal speerpunten waarop het actie wil nemen. Naast de grondenrechten, zijn dat ook op beter begaanbare wegen en het recht op veiligheid. De noodzaak van de laatste werd in augustus 2020 benadrukt, toen de ondervoorzitter van de OSIP, Michel Karwafodi, in geknevelde houding om het leven werd gebracht tijdens een roofoverval door inheemse tieners. De moord ging als een schok door de inheemse gemeenschap heen. OSIP- tevens VIDS-voorzitter, Theo Jubitana, zag een verband met de invloeden van buitenaf waardoor er sprake zou zijn van moreel verval onder inheemsen.
Tijdens de coronacrisis in Suriname heeft de OSIP een actieve rol in het stimuleren van de regels en de coördinatie tussen de verschillende dorpen, waarbij onder meer tijdens een zoom-vergadering werd besloten de Dag der Inheemsen niet met een grote bijeenkomst maar in kleine kring te vieren.